# Henri Bourde de La Rogerie
Pour les articles homonymes, voir Bourde et Rogerie.
Henri Bourde de La Rogerie, né le 8 avril 1873 à Ernée en Mayenne et mort le 31 janvier 1949 à Rennes, est un archiviste et historien français.

## Biographie

### Études et famille
Élève du collège de Saint-Lô, il acquit la licence en droit à l'Université de Caen, puis le diplôme de l'École des chartes en janvier 1895, avec une thèse sur les Coutumes de Clermont en Beauvaisis.
Il était le frère du révérend Anselme Bourde de la Rogerie (1871-1954). Nommé curé de la paroisse française de Saint-Pierre-Port à Guernesey, il fut actif à servir la mémoire de Victor Hugo en participant à la mise en valeur de la maison d’exil de celui-ci. 
Anselme et Henri étaient les frères de Madame de Dieuleveult, épouse du colonel Jean de Dieuleveult (1868-1944).

### Fonctions
- directeur des archives du Finistère : 1897 à 1912
- directeur des archives d'Ille-et-Vilaine : 1912 à 1934, hôtel Saint-Melaine

Dans les deux dépôts, il s'appliqua au classement des fonds et publia, entre autres inventaires, celui de la série В du Finistère (Amirauté). Il y puisa la matière d'une Introduction de 247 pages qui reste une des bases principales de l'histoire de la marine bretonne.
- conservateur des antiquités et objets d'art du département

Participation aux activités des sociétés savantes  :
Comité des travaux historiques et scientifiques (CTHS) : membre correspondant, 1911
- Société archéologique du Finistère : Président

- président de la Société archéologique et historique d'Ille-et-Vilaine[5] : 1920 - 1924, 1926-1928.
- président de la Société d'histoire et d'archéologie de Bretagne : 1928 - 1942.

Les Archives départementales d'Ille-et-Vilaine conservent ses notes de recherche et sa documentation dans le Fonds Henri Bourde de La Rogerie : sous-série 5 J, soit 10 mètres linéaires.

## Publications
- Le prieuré de Saint-Tutuarn ou de l'Île Tristan, "Bulletin de la Société archéologique du Finistère", 1905[6].
- Inventaire sommaire des Archives départementales antérieures à 1790 - Ille-et-Vilaine, archives civiles - série C. Tome III : États de Bretagne, avec Paul Parfouru et André Lesort - Imprimerie Oberthur, Rennes, 1934.
- Les Bretons aux Iles de France et de la Réunion, Rennes, Oberthür, 1934, rééd. Ed. La Découvrance, Rennes, 1998, 324 p.  (ISBN 2-84265-054-9).
- Archives d'Ille et Vilaine - Répertoire numérique de la série F - Fonds divers et documentation régionale, avec Henri François Buffet - Imprimeries Réunies, Rennes, 1949.

## Hommage
Une rue de Rennes porte son nom, elle  se situe entre le boulevard Raymond Poincaré et le boulevard de Vitré. Cette voie fut dénommée par délibération du conseil municipal de la Ville de Rennes le 29 juillet 1949.